# Olin J. Eggen
Olin Jeuck Eggen (9 de julio de 1919-2 de octubre de 1998) fue un astrónomo estadounidense. Algunas fuentes dan incorrectamente su nombre como Olin Jenck Eggen.
Se graduó de la Universidad de Wisconsin-Madison en 1940. Después de servir en la Segunda Guerra Mundial en la OSS, volvió a la universidad y recibió su doctorado en astrofísica en 1948.
Fue conocido como uno de los mejores astrónomos observacionales de su tiempo. Es más conocido por un artículo fundamental de 1962 con Donald Lynden-Bell y Allan Sandage, el cual sugirió por primera vez que la galaxia de la Vía Láctea se había colapsado por una nube de gas. Introdujo por primera vez la idea ahora aceptada de los grupos cinemáticos estelares.
En 1968 demostró la existencia del cúmulo abierto Stephenson 1 (situado alrededor de la estrella gigante roja Delta2 Lyrae) por medio del estudio fotométrico de sus estrellas, algo puesto en entredicho poco antes por la comunidad astronómica que opinaba que solo era un aglomerado de estrellas a distintas distancias: este resultado quedó plasmado en su Photometric evidence for the existence of a Delta Lyrae Cluster (Astrophisical Journal, 1968, nº 152, pag. 77-83).
Después de su muerte se averiguó que había tenido en posesión archivos históricos y documentos sumamente importantes (hasta un total de 105 kilos) que aparentemente habían desaparecido durante décadas del Real Observatorio de Greenwich, incluyendo el «archivo de Neptuno». Durante su vida siempre negó haberse llevado los documentos o tenerlos en su posesión. Eggen trabajó para el Real Observatorio entre 1963 y 1965 hasta que fue despedido por Wooley, su jefe inmediato, que en esa época era el Astrónomo Real; fue, además, el último investigador en trabajar con esos documentos (concretamente en su visita al Observatorio, el 24 de abril de 1967) que utilizó para un trabajo sobre Challis: poco después los documentos se dieron por perdidos hasta su extraña reaparición en el despacho que tenía en el Observatorio Las Campanas (Chile), lugar en el que le sorprendió la muerte trabajando.
Ganó el Henry Norris Russell Lectureship en 1985.

## Algunas publicaciones
- Three-colour photometry of 4000 northern stars (1968)
- Photometric evidence for the existence of a Delta Lyrae Cluster (1968)
- Contace binaries, II (1967)
- Colours, luminosities and motions of the nearer giants of types K and M (1966)
- The empirical mass-luminosity relation (1963)
- Space-velocity vectors for 3483 stars with accurately determined proper motion and radial velocity (1962)
- Three-colour photometry in the southern hemisphere: NGC 6383, NGC 6405 and standard stars  (1961)
- Three-colour photometry of red variables (1961)

### Obituarios
- Publications of the Astronomical Society of the Pacific, 113:131–135, January 2001

- Datos: Q1315984